# Хокон Магнус
Негово Кралско Височество, принц Хокон е настоящият престолонаследник на Норвегия, единствен син на норвежкия крал Харалд V и кралица Соня Харалдсен, за когото се очаква някой ден да наследи норвежкия престол като крал Хокон VIII.

## Ранни години
Принц Хокон е роден на 20 юли 1973 г. в Осло, Норвегия. Рожденото му име е Хокон Магнус (Haakon Magnus или Håkon Magnus), но на официални събития винаги е представян само с първото си име. Той е второ дете на норвежката кралска двойка и има по-голяма сестра, която се казва Мерта-Луиза.
Принц Хокон става официално престолонаследник на Норвегия през 1991 г., когато баща му Харалд V заема норвежкия престол. Още преди това, през 1990 г., е направено изменение на Норвежката конституция, който гарантира абсолютна примогенитура при наследяването на норвежкия престол т.е. право върху престола да има първото дете на кралската двойка, независимо от неговия пол, което би означавало, че като второ дете на крал Харалд V, Хокон е трябвало да преотстъпи престолонаследието на сестра си Мерта-Луиза. Поправката обаче не действа с обратна сила (за разлика от същата конституционна поправка, направена в Швеция) и Хокон остава официален наследник на норвежката корона.
Принц Хокон е пряк потомък на английския крал Едуард VII и е на 64-място в листата с наследници на британската корона.
Учи в Кралската военноморска академия на Норвегия и служи в Кралските военноморски сили, където достига до офицерски чин. Той е бакалавър по политически науки на Калифорнийския университет „Бъркли“ – степен, която придобива през 1999 г. По-късно учи в Университета в Осло и посещава специализиран курс към програма на Министерството на външните работи на Норвегия. Принцът завършва обучението си през 2003 в Лондонското училище по икономика, където получава магистърска степен по международна търговия.

## Семейство
На 25 август 2001 принц Хокон се жени за Мете-Марит Тюсем Хьойби, самотна майка с обикновено потекло, с която принцът се запознава на рок фестивал в Кристиансан. Отношението на норвежците към избора на принц Хокон е противоречиво. Много смятат, че изборът му е неправилен не само заради факта, че Мете-Марит е самотна майка, но и заради слуховете, че тя често е посещавала рейв партита в Осло-съмнителни места, които са част от ъндърграунд културата в Норвежката столица, но и с това, че бащата на първото ѝ дете е осъждан за разпространение на наркотици.
Хокон и Мете-Марит имат две деца:
- Принцеса Ингрид-Александра (р. 21 януари 2004)- втора в листата с наследниците на норвежкия престол след баща си.
- Принц Свер Магнус (р. 3 декември 2005) – положението му на наследник на норвежкия престол попада под действието на конституционната поправка от 1990 г. и така той е трети в листата на наследниците на короната, след сестра си.

## Задължения
През периода от 25 ноември 2003 до 12 април 2004 г. крал Харалд V се подлага на лечение, поради раково заболяване, а през този период принц Хокон изпълнява задълженията на баща си като регент. Принцът е регент още веднъж през периода 29 март - 7 юни 2005, когато кралят се възстановява от сърдечна операция.
Принц Хокон е патрон на различни културни организации и фестивали (предимно литературни и музикални), което произтича от интереса му към проблемите на културата. Освен това той и съпругата му основават хуманитарен фонд, който спонсорира различни хуманитарни програми в Норвегия и в чужбина — предимно програми, свързани със здравето и образованието на децата и младежите.
Запален е по спорта, като интересите му са насочени предимно към ветроходството. Известен е и като голям почитател на музиката, който на младини не пропуска големите музикални събития в Европа, включително рок фестивалите в Роскиле, Дания, и в Кристиансан, Норвегия.
|  | Тази страница частично или изцяло представлява превод на страницата Haakon, Crown Prince of Norway в Уикипедия на английски. Оригиналният текст, както и този превод, са защитени от Лиценза „Криейтив Комънс – Признание – Споделяне на споделеното“, а за съдържание, създадено преди юни 2009 година – от Лиценза за свободна документация на ГНУ. Прегледайте историята на редакциите на оригиналната страница, както и на преводната страница, за да видите списъка на съавторите. ВАЖНО: Този шаблон се отнася единствено до авторските права върху съдържанието на статията. Добавянето му не отменя изискването да се посочват конкретни източници на твърденията, които да бъдат благонадеждни. |